# Morušovník v Dinoši
Morušovník v Dinoši je exemplář morušovníku v černohorské vesnici Dinoša. Je pozoruhodný tím, že za příznivých podmínek z jeho kmene tryská voda jako z fontány. K tomuto jevu dochází minimálně jednou do roka, obvykle po jarním tání sněhu nebo po velkých letních bouřkách.
Strom roste na louce v Dinoši, která leží 5 km jihovýchodně od Podgorice a náleží k opštině Tuzi. Stáří stromu se odhaduje na minimálně sto let. Voda tryskající z kmene byla poprvé pozorována v devadesátých letech dvacátého století. Morušovník se stal turistickou atrakcí poté, co jeho video uveřejnila Svobodná Evropa.
Tato přírodní kuriozita je vysvětlována tím, že strom roste na mohutném podzemním prameni. Za deštivého počasí přebytečná voda vzlíná nahoru, naplní vykotlaný kmen a pod tlakem začne stříkat z dutiny, která se nachází ve výšce půldruhého metru nad zemí. Místní obyvatelé považují výtrysk za dobré znamení a vodě ze stromu připisují léčivé účinky.